# Hjälmrosettlav
Hjälmrosettlav (Physcia adscendens) är en lavart som beskrevs av H.Olivier nom. cons. Hjälmrosettlav ingår i släktet Physcia, och familjen Physciaceae. Arten är reproducerande i Sverige.

## Bildgalleri

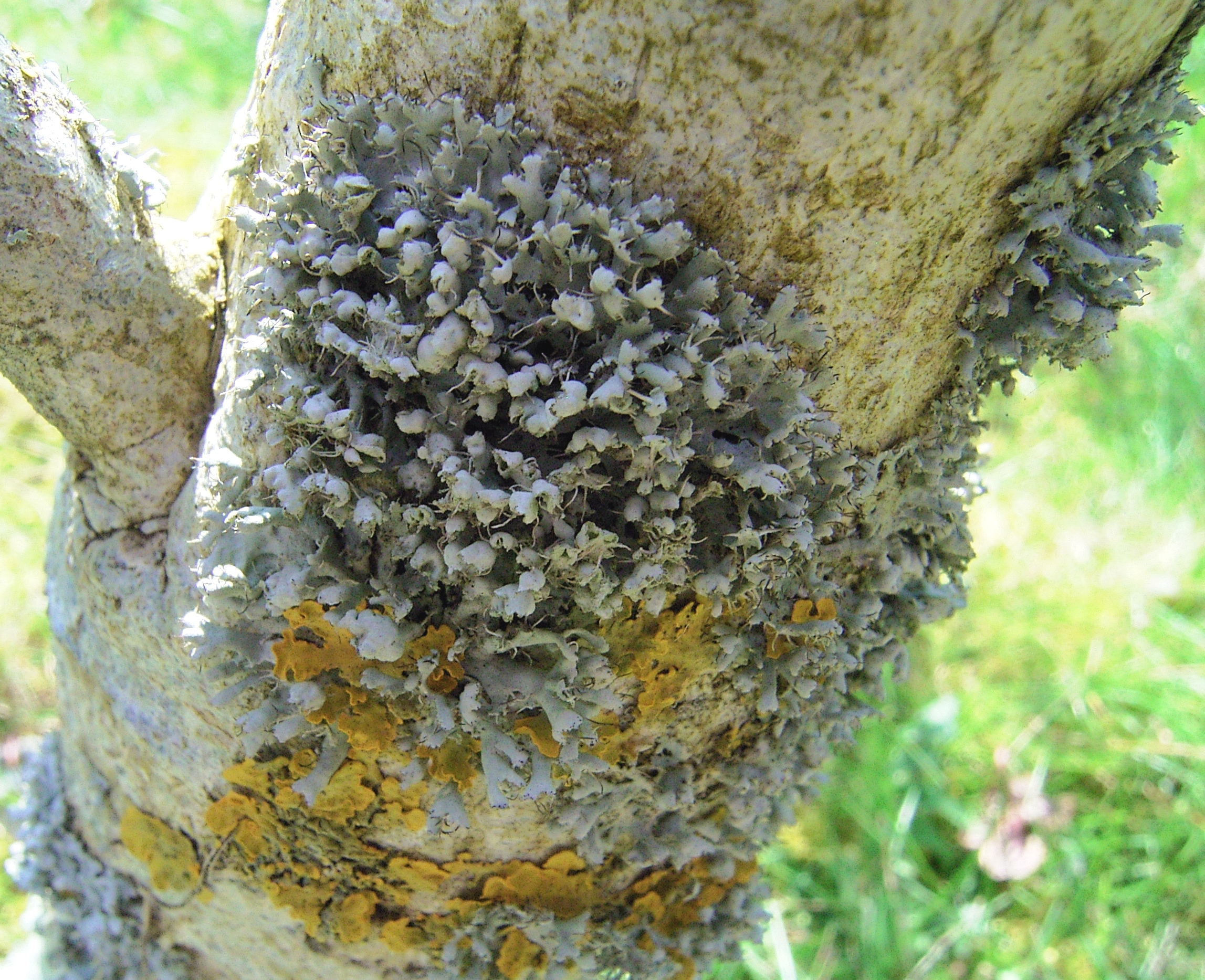
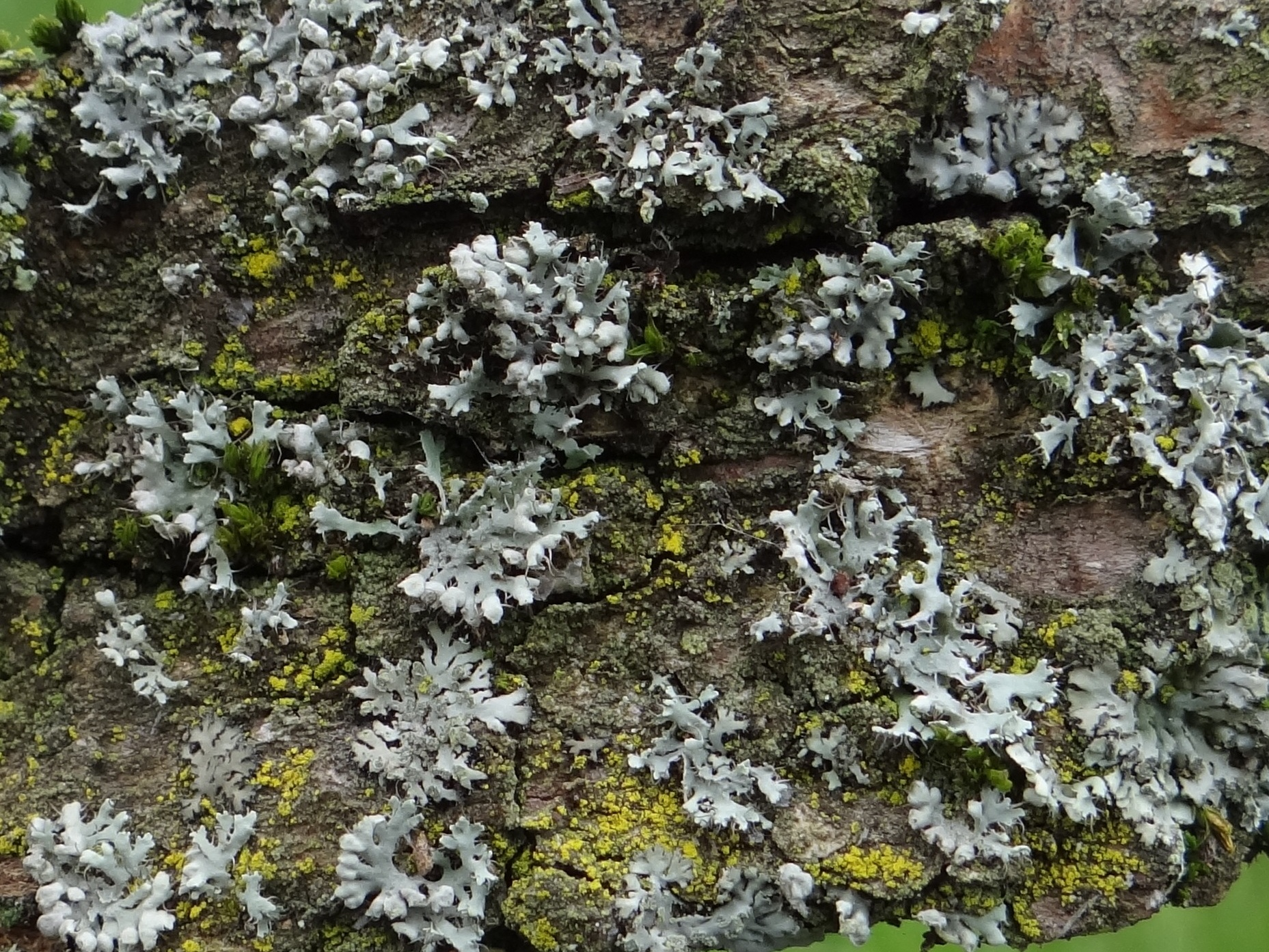